# Turneul de tenis de la Shanghai
Turneul de tenis de la Shanghai (chineză: 上海大师赛, de asemenea , cunoscut sub numele de Shanghai Masters sau Shanghai Rolex Masters (din motive de sponsorizare) este un turneu de tenis masculin jucat pe terenuri cu suprafață dură, care are loc anual, la începutul lunii octombrie, la Qizhong Forest Sports City Arena în districtul Minhang din Shanghai, China. Este singurul turneu din seria ATP Tour Masters 1000 care nu se joacă în Europa sau America de Nord.

## Distribuția punctelor
| Probă  | C    | F   | SF  | QF  | R16 | R32 | R64 | R128 | Q   | Q2  | Q1  |
| Simplu | 1000 | 600 | 360 | 180 | 90  | 45  | 25  | 10   | 16  | 8   | 0   |
| Dublu  | 1000 | 600 | 360 | 180 | 90  | 0   | N/A | N/A  | N/A | N/A | N/A |

## Rezultate

### Simplu

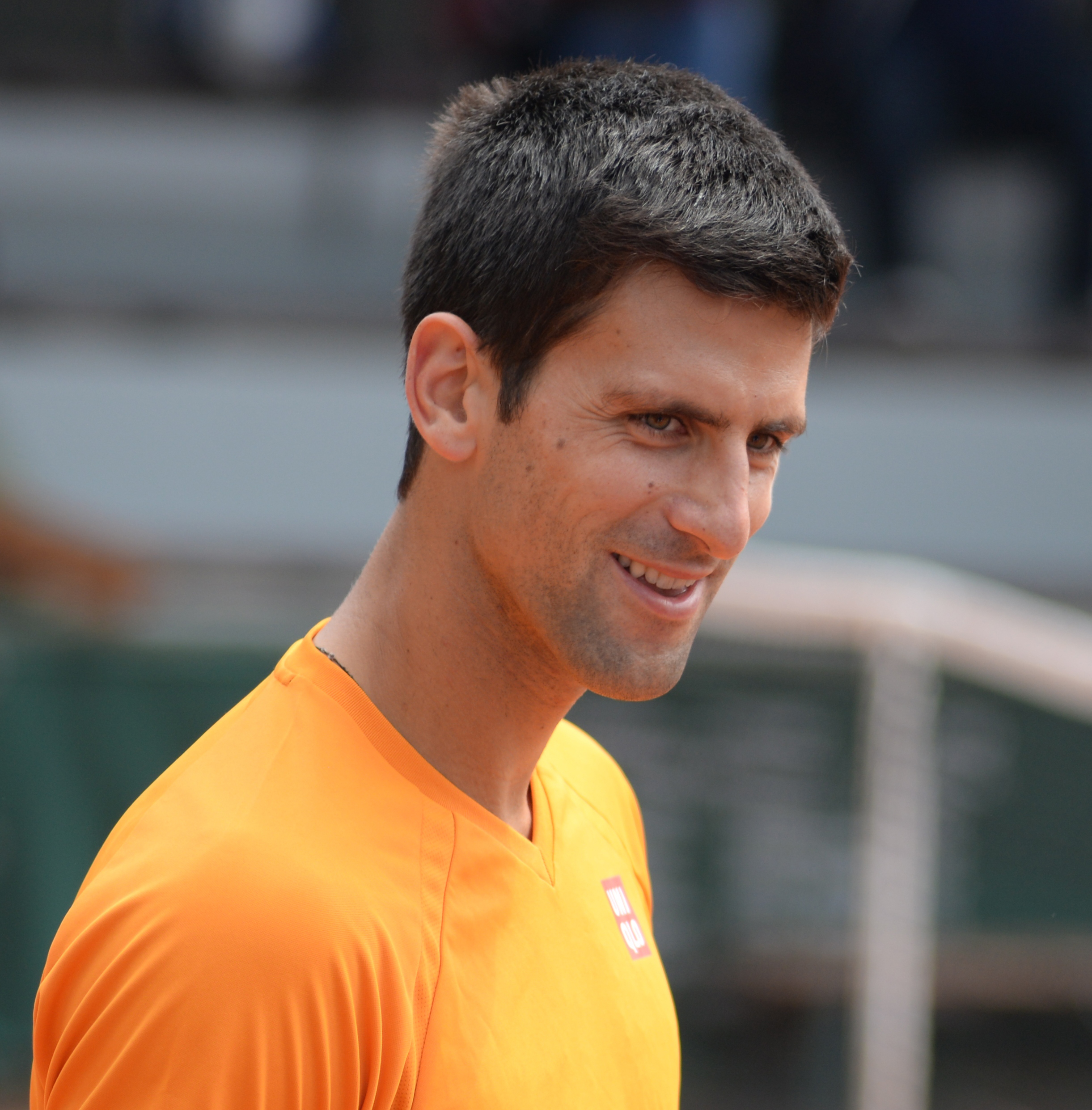
Novak Djokovic deține recordul cu patru titluri de simplu câștigate.

| An   | Campion                                   | Finalist                                  | Scor                                      |
| ---- | ----------------------------------------- | ----------------------------------------- | ----------------------------------------- |
| 2009 | Nikolai Davîdenko                         | Rafael Nadal                              | 7–6(7–3), 6–3                             |
| 2010 | Andy Murray                               | Roger Federer                             | 6–3, 6–2                                  |
| 2011 | Andy Murray (2)                           | David Ferrer                              | 7–5, 6–4                                  |
| 2012 | Novak Đoković                             | Andy Murray                               | 5–7, 7–6(13–11), 6–3                      |
| 2013 | Novak Đoković (2)                         | Juan Martín del Potro                     | 6–1, 3–6, 7–6(7–3)                        |
| 2014 | Roger Federer                             | Gilles Simon                              | 7–6(8–6), 7–6(7–2)                        |
| 2015 | Novak Đoković (3)                         | Jo-Wilfried Tsonga                        | 6–2, 6–4                                  |
| 2016 | Andy Murray (3)                           | Roberto Bautista Agut                     | 7–6(7–1), 6–1                             |
| 2017 | Roger Federer (2)                         | Rafael Nadal                              | 6–4, 6–3                                  |
| 2018 | Novak Đoković (4)                         | Borna Ćorić                               | 6–3, 6–4                                  |
| 2019 | Daniil Medvedev                           | Alexander Zverev                          | 6–4, 6–1                                  |
| 2020 | Anulat (din cauza pandemiei de Covid-19). | Anulat (din cauza pandemiei de Covid-19). | Anulat (din cauza pandemiei de Covid-19). |
| 2021 | Anulat (din cauza pandemiei de Covid-19). | Anulat (din cauza pandemiei de Covid-19). | Anulat (din cauza pandemiei de Covid-19). |
| 2022 | Anulat (din cauza pandemiei de Covid-19). | Anulat (din cauza pandemiei de Covid-19). | Anulat (din cauza pandemiei de Covid-19). |
| 2023 | Hubert Hurkacz                            | Andrei Rubliov                            | 6–3, 3–6, 7–6(10–8)                       |
| 2024 | Jannik Sinner                             | Novak Djokovic                            | 7–6(7–4), 6–3                             |

### Dublu

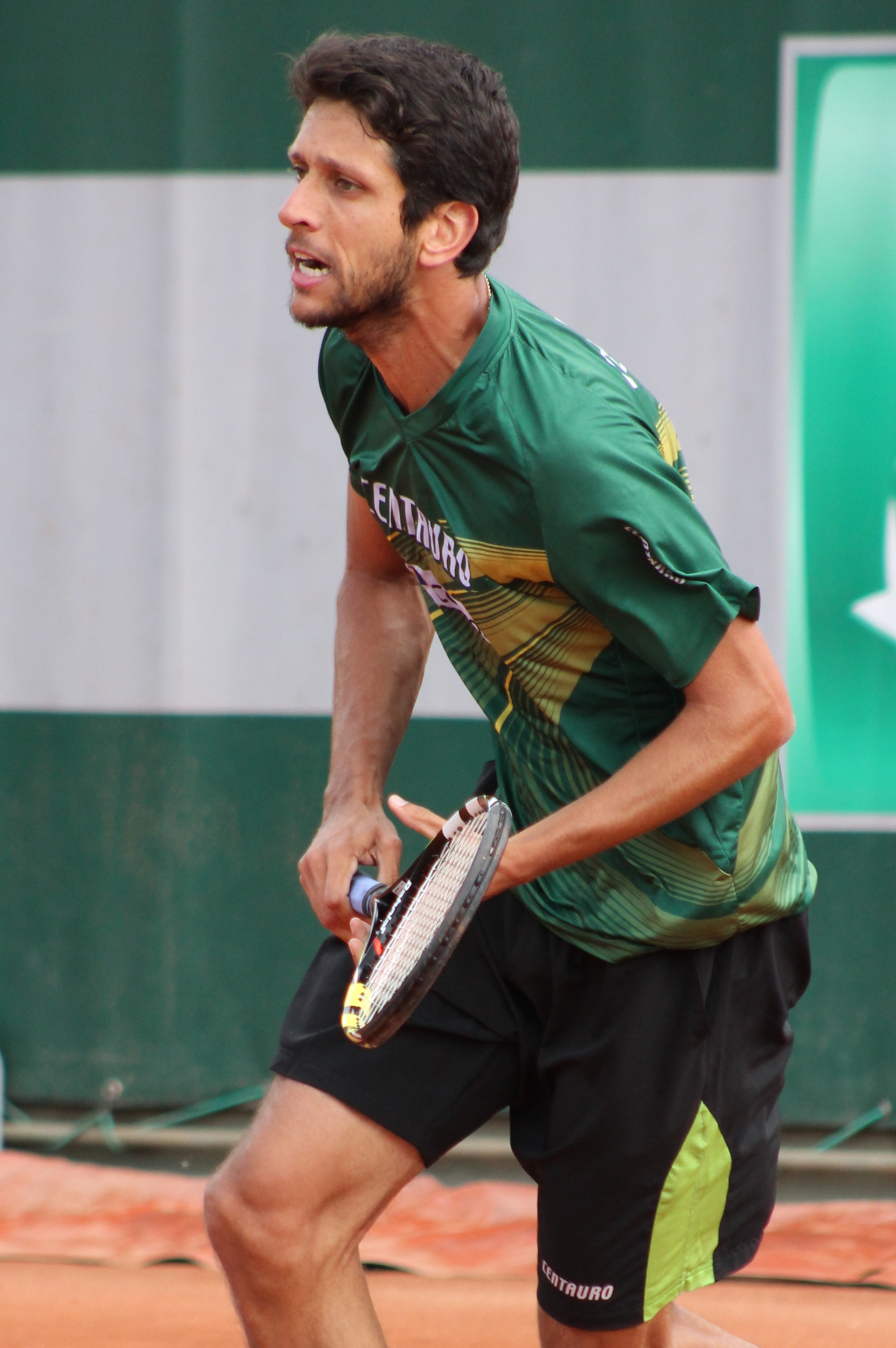
Marcelo Melo deține recordul cu trei titluri de dublu câștigate.

| An   | Campioni                                  | Finaliști                                 | Scor                                      |
| ---- | ----------------------------------------- | ----------------------------------------- | ----------------------------------------- |
| 2009 | Julien Benneteau Jo-Wilfried Tsonga       | Mariusz Fyrstenberg Marcin Matkowski      | 6–2, 6–4                                  |
| 2010 | Jürgen Melzer Leander Paes                | Mariusz Fyrstenberg Marcin Matkowski      | 7–5, 4–6, [10–5]                          |
| 2011 | Max Mirnîi Daniel Nestor                  | Michaël Llodra Nenad Zimonjić             | 3–6, 6–1, [12–10]                         |
| 2012 | Leander Paes (2) Radek Štěpánek           | Mahesh Bhupathi Rohan Bopanna             | 6–7(7–9), 6–3, [10–5]                     |
| 2013 | Ivan Dodig Marcelo Melo                   | David Marrero Fernando Verdasco           | 7–6(7–2), 6–7(6–8), [10–2]                |
| 2014 | Bob Bryan Mike Bryan                      | Julien Benneteau Édouard Roger-Vasselin   | 6–3, 7–6(7–3)                             |
| 2015 | Raven Klaasen Marcelo Melo (2)            | Simone Bolelli Fabio Fognini              | 6–3, 6–3                                  |
| 2016 | John Isner Jack Sock                      | Henri Kontinen John Peers                 | 6–4, 6–4                                  |
| 2017 | Henri Kontinen John Peers                 | Łukasz Kubot Marcelo Melo                 | 6–4, 6–2                                  |
| 2018 | Łukasz Kubot Marcelo Melo (3)             | Jamie Murray Bruno Soares                 | 6–4, 6–2                                  |
| 2019 | Mate Pavić Bruno Soares                   | Łukasz Kubot Marcelo Melo                 | 6–4, 6–2                                  |
| 2020 | Anulat (din cauza pandemiei de Covid-19). | Anulat (din cauza pandemiei de Covid-19). | Anulat (din cauza pandemiei de Covid-19). |
| 2021 | Anulat (din cauza pandemiei de Covid-19). | Anulat (din cauza pandemiei de Covid-19). | Anulat (din cauza pandemiei de Covid-19). |
| 2022 | Anulat (din cauza pandemiei de Covid-19). | Anulat (din cauza pandemiei de Covid-19). | Anulat (din cauza pandemiei de Covid-19). |
| 2023 | Marcel Granollers Horacio Zeballos        | Rohan Bopanna Matthew Ebden               | 5–7, 6–2, [10–7]                          |
| 2024 | Wesley Koolhof Nikola Mektić              | Máximo González Andrés Molteni            | 6–4, 6–4                                  |